# Liparetrus fulvohirtus
Liparetrus fulvohirtus är en skalbaggsart som beskrevs av Macleay 1871. Liparetrus fulvohirtus ingår i släktet Liparetrus och familjen Melolonthidae. Inga underarter finns listade i Catalogue of Life.